# Сурукчі Степан Гаврилович
Сурукчі Степан Гаврилович (Стефан Капріелович) (22 грудня 3 січня 1862, Григоріополь, Бессарабія— 22 січня 1932 року) — українській лікар,  оториноларинголог, доктор медицини (1924), професор, перший завідувач кафедри і клініки оториноларингології при Харківському медичному інституті (1922-30).

## Життєпис
Син молдовського дрібнопомісного поміщика. Випускник медичного факультету Харківського університету (1883—1888), ординатор. Учень професора Валеріана Лашкевича. Був відправлений на навчання в 1888 році до Німеччини на кошти професора Івана Оболенського У Харкові він читав лікарям безплатний курс лекцій з отоларингології, два рази на тиждень вів благодійний прийом у медичному закладі Червоного Хреста, відкрив амбулаторний прийом у дитячій терапевтичній клініці й проводив амбулаторні операції.

## Науковий доробок
Робив унікальні операції — антротомію, радикальні операції на скроньовій кістці, ларингофісури, виліковував, здавалося б, безнадійних хворих із запаленням мозкових оболон, внутрішньочерепними ускладненнями, здійснював витяг стороннього тіла з верхніх дихальних шляхів. За кілька років практики зібрав колекцію з декількох сотень предметів, витягнутих із гортані пацієнтів. Вперше в Харкові запропонував прямі методи дослідження гортані, трахеї та стравоходу.
У 1924 році Сурукчі захистив докторську дисертацію, клопотався про відкриття профільної клініки кафедри оториноларингології. Клініка, задумана на 25 ліжок, була розширена до 42 ліжок. Студентам-медикам читав обов'язковий курс з оториноларингології. Сприяв відкриттю в Харкові науково-дослідного інституту оториноларингології (1930). Серед його учнів О. Я. Гальперін, І. М. Фрішман.
Сурукчі С. Г. — член Харківського медичного товариства (1891).

## Особняк Сурукчі
Будинок Сурукчі розташований в м. Харкові на вулиці Садовій, 5, колишній вул. Чубаря 7/9. Просторий особняк із внутрішнім двориком і фонтанами вміщував і пацієнтів, і гостей будинку, а в окремих випадках — забирав додому для продовження лікування прооперованих в амбулаторних умовах пацієнтів. Окрім медичних занять Сурукчі був великим меломаном, влаштовував у своєму будинку музичні вечори, в яких, зокрема, брали участь Олександр Вертинський і Федір Шаляпін. Господині будинку, Т. І. Сурукчі, Ф. І. Шаляпін подарував портрет із власноручним написом: «Дорогій Тетяні Іванівні давно обіцяний подарунок на знак симпатії та дружнього почуття».. Після 1917 року свій особняк доктор Сурукчі нібито передав радянській владі. Проте за іншою версією його просто конфіскували. Президія Всеукраїнського Центрального Виконавчого комітету своїм рішенням надала С. Г. Сурукчі п'ятикімнатну квартиру в центрі Харкова в довічне користування. Як зазначено в постанові «квартира надається для покращення умов наукової роботи професора».

## Останні роки життя
У 1930 році за станом здоров'я Сурукчі був змушений залишити засновані ним клініку і кафедру. Рішенням Правління Харківського медичного інституту йому було призначено академічну пенсію. 22 січня 1932 року він помер від хронічної серцевої недостатності.
| «Не вухо болить і кричить від болю, – казав С. Г. Сурукчі, – а організм людський, живий організм»[4] |

## Нагороди
Почесна грамота Ради Народних Комісарів України.

## Пам'ять
Завдяки старанням письменника Валерія Берліна, автора книги «Шаляпін і харків'яни», в 2004 р. на будинку по вулиці Чубаря, де мешкав професор, з'явилася меморіальна дошка. Новітня історія будинку Сурукчі сумна як і багатьох інших харківських пам'ятників архітектури та історії.